# حسین‌آبادی
روستای حسین‌آبادی، روستایی از توابع بخش خمک و شهر جزینک که از شهرستان زهک در استان سیستان و بلوچستان کشور ایران است.

## جمعیت
این روستا در دهستان خمک قرار دارد و براساس سرشماری مرکز آمار ایران در سال ۱۳۸۵، جمعیت آن ۵۰۰ نفر (۱۰۲خانوار) بوده‌است.